# I liga urugwajska w piłce nożnej (1944)
- Mistrz Urugwaju 1944: CA Peñarol
- Wicemistrz Urugwaju 1944: Club Nacional de Football
- Spadek do drugiej ligi: Racing Montevideo
- Awans z drugiej ligi: Rampla Juniors

Mistrzostwa Urugwaju w roku 1944 były mistrzostwami rozgrywanymi według systemu, w którym wszystkie kluby rozgrywały ze sobą mecze każdy z każdym u siebie i na wyjeździe, a o tytule mistrza i dalszej kolejności decydowała końcowa tabela.

## Primera División

### Kolejka 1
| Mecz                                               |
| -------------------------------------------------- |
| CA Peñarol – Racing Montevideo 3:1                 |
| Miramar Montevideo – Club Nacional de Football 3:2 |
| Liverpool Montevideo – Central Montevideo 2:1      |
| Defensor Sporting – River Plate Montevideo 3:2     |
| Montevideo Wanderers – Sud América Montevideo 3:2  |

### Kolejka 2
| Mecz                                                 |
| ---------------------------------------------------- |
| Club Nacional de Football – Liverpool Montevideo 4:1 |
| CA Peñarol – River Plate Montevideo 3:1              |
| Sud América Montevideo – Racing Montevideo 2:0       |
| Central Montevideo – Defensor Sporting 2:0           |
| Montevideo Wanderers – Miramar Montevideo 1:1        |

### Kolejka 3
| Mecz                                                   |
| ------------------------------------------------------ |
| CA Peñarol – Sud América Montevideo 1:1                |
| Club Nacional de Football – River Plate Montevideo 3:1 |
| Defensor Sporting – Racing Montevideo 1:0              |
| Central Montevideo – Montevideo Wanderers 1:1          |
| Miramar Montevideo – Liverpool Montevideo 2:1          |

### Kolejka 4
| Mecz                                              |
| ------------------------------------------------- |
| River Plate Montevideo – Miramar Montevideo 3:2   |
| Defensor Sporting – Montevideo Wanderers 2:2      |
| CA Peñarol – Central Montevideo 5:1               |
| Liverpool Montevideo – Sud América Montevideo 3:1 |
| Club Nacional de Football – Racing Montevideo 7:0 |

### Kolejka 5
| Mecz                                                   |
| ------------------------------------------------------ |
| Montevideo Wanderers – Liverpool Montevideo 3:0        |
| Central Montevideo – Miramar Montevideo 3:1            |
| Racing Montevideo – River Plate Montevideo 2:1         |
| Club Nacional de Football – Sud América Montevideo 1:1 |
| Defensor Sporting – CA Peñarol 3:3                     |

### Kolejka 6
| Mecz                                                |
| --------------------------------------------------- |
| Club Nacional de Football – Central Montevideo 4:2  |
| Montevideo Wanderers – CA Peñarol 2:0               |
| Miramar Montevideo – Racing Montevideo 2:2          |
| Sud América Montevideo – River Plate Montevideo 2:0 |
| Defensor Sporting – Liverpool Montevideo 2:1        |

### Kolejka 7
| Mecz                                              |
| ------------------------------------------------- |
| Club Nacional de Football – Defensor Sporting 3:0 |
| CA Peñarol – Liverpool Montevideo 4:2             |
| Montevideo Wanderers – River Plate Montevideo 2:0 |
| Sud América Montevideo – Miramar Montevideo 1:0   |
| Racing Montevideo – Central Montevideo 3:1        |

### Kolejka 8
| Mecz                                              |
| ------------------------------------------------- |
| Montevideo Wanderers – Racing Montevideo 4:3      |
| River Plate Montevideo – Liverpool Montevideo 2:1 |
| Central Montevideo – Sud América Montevideo 5:1   |
| Defensor Sporting – Miramar Montevideo 3:1        |
| CA Peñarol – Club Nacional de Football 2:0        |

### Kolejka 9
| Mecz                                                 |
| ---------------------------------------------------- |
| CA Peñarol – Miramar Montevideo 8:4                  |
| Montevideo Wanderers – Club Nacional de Football 2:2 |
| Defensor Sporting – Sud América Montevideo 3:0       |
| Liverpool Montevideo – Racing Montevideo 1:1         |
| Central Montevideo – River Plate Montevideo 4:1      |

### Kolejka 10
| Mecz                                               |
| -------------------------------------------------- |
| Racing Montevideo – CA Peñarol 1:0                 |
| Club Nacional de Football – Miramar Montevideo 3:0 |
| Central Montevideo – Liverpool Montevideo 2:0      |
| Defensor Sporting – River Plate Montevideo 5:2     |
| Montevideo Wanderers – Sud América Montevideo 1:1  |

### Kolejka 11
| Mecz                                                 |
| ---------------------------------------------------- |
| Liverpool Montevideo – Club Nacional de Football 2:0 |
| CA Peñarol – River Plate Montevideo 2:1              |
| Sud América Montevideo – Racing Montevideo 3:2       |
| Central Montevideo – Defensor Sporting 2:2           |
| Miramar Montevideo – Montevideo Wanderers 2:1        |

### Kolejka 12
| Mecz                                                   |
| ------------------------------------------------------ |
| CA Peñarol – Sud América Montevideo 1:0                |
| Club Nacional de Football – River Plate Montevideo 5:1 |
| Defensor Sporting – Racing Montevideo 6:2              |
| Montevideo Wanderers – Central Montevideo 3:2          |
| Miramar Montevideo – Liverpool Montevideo 1:0          |

### Kolejka 13
| Mecz                                              |
| ------------------------------------------------- |
| River Plate Montevideo – Miramar Montevideo 2:1   |
| Defensor Sporting – Montevideo Wanderers 4:2      |
| CA Peñarol – Central Montevideo 2:0               |
| Liverpool Montevideo – Sud América Montevideo 3:0 |
| Club Nacional de Football – Racing Montevideo 1:0 |

### Kolejka 14
| Mecz                                                   |
| ------------------------------------------------------ |
| Liverpool Montevideo – Montevideo Wanderers 2:1        |
| Central Montevideo – Miramar Montevideo 1:1            |
| River Plate Montevideo – Racing Montevideo 2:1         |
| Club Nacional de Football – Sud América Montevideo 4:1 |
| Defensor Sporting – CA Peñarol 2:0                     |

### Kolejka 15
| Mecz                                                |
| --------------------------------------------------- |
| Club Nacional de Football – Central Montevideo 2:1  |
| CA Peñarol – Montevideo Wanderers 1:0               |
| Racing Montevideo – Miramar Montevideo 2:1          |
| River Plate Montevideo – Sud América Montevideo 4:3 |
| Defensor Sporting – Liverpool Montevideo 0:0        |

### Kolejka 16
| Mecz                                              |
| ------------------------------------------------- |
| Club Nacional de Football – Defensor Sporting 2:1 |
| CA Peñarol – Liverpool Montevideo 1:0             |
| River Plate Montevideo – Montevideo Wanderers 3:0 |
| Sud América Montevideo – Miramar Montevideo 0:0   |
| Central Montevideo – Racing Montevideo 4:2        |

### Kolejka 17
| Mecz                                              |
| ------------------------------------------------- |
| Montevideo Wanderers – Racing Montevideo 3:2      |
| River Plate Montevideo – Liverpool Montevideo 2:2 |
| Sud América Montevideo – Central Montevideo 3:1   |
| Defensor Sporting – Miramar Montevideo 1:1        |
| CA Peñarol – Club Nacional de Football 2:2        |

### Kolejka 18
| Mecz                                                 |
| ---------------------------------------------------- |
| CA Peñarol – Miramar Montevideo 3:0                  |
| Club Nacional de Football – Montevideo Wanderers 3:1 |
| Defensor Sporting – Sud América Montevideo 5:2       |
| Racing Montevideo – Liverpool Montevideo 3:1         |
| Central Montevideo – River Plate Montevideo 2:1      |

### Końcowa tabela sezonu 1944
| Poz | Klub                      | Mecze | Zw | Rem | Por | Pkt | BrZd | BrStr |
| --- | ------------------------- | ----- | -- | --- | --- | --- | ---- | ----- |
| 1   | CA Peñarol                | 18    | 12 | 3   | 3   | 27  | 41   | 21    |
| 2   | Club Nacional de Football | 18    | 12 | 3   | 3   | 27  | 48   | 21    |
| 3   | Defensor Sporting         | 18    | 10 | 5   | 3   | 25  | 43   | 27    |
| 4   | Montevideo Wanderers      | 18    | 7  | 5   | 6   | 19  | 32   | 31    |
| 5   | Central Montevideo        | 18    | 7  | 3   | 8   | 17  | 35   | 34    |
| 6   | Sud América Montevideo    | 18    | 5  | 4   | 9   | 14  | 24   | 37    |
| 7   | Liverpool Montevideo      | 18    | 5  | 3   | 10  | 13  | 22   | 30    |
| 8   | River Plate Montevideo    | 18    | 6  | 1   | 11  | 13  | 29   | 43    |
| 9   | Miramar Montevideo        | 18    | 4  | 5   | 9   | 13  | 23   | 37    |
| 10  | Racing Montevideo         | 18    | 5  | 2   | 11  | 12  | 27   | 43    |

Z powodu równej liczby punktów o tytule mistrza zadecydowały mecze barażowe pomiędzy dwoma najlepszymi w tabeli klubami.
| Data            | Mecz |
| --------------- | --- |
| 10 grudnia 1944 | Club Nacional de Football – CA Peñarol 0:0(plus dwie dogrywki po 30 minut) mecz rozegrany został na stadionie Estadio Centenario Widzowie: 55 000 Sędzia: Manuel Domínguez, (A. Mancebo, C. Martín) Club Nacional de Football: Aníbal Paz – Raúl Pini, Secundino Arrascaeta, General Viana, Rodolfo Pini, Schubert Gambetta, Luis Ernesto Castro, Aníbal Ciocca, Atilio García, Roberto Porta, Bibiano Zapirain. Trener: Héctor Castro. Club Atlético Peñarol: Roque Gastón Máspoli – Agustín Prado, Sixto Possamai, José Pedro Colturi, Obdulio Varela, Luis Prais, José María Ortiz, Domingo Gelpi, Elmo Bovio, Lorenzo Pino, Ernesto Vidal. Trener: Aníbal Tejada                                                                                        |
| 17 grudnia 1944 | CA Peñarol – Club Nacional de Football 3:2(1:2) mecz rozegrany został na stadionie Estadio Centenario Widzowie: 45 000 Sędzia: Genaro Cirilo, (J. Benítez, Tecitore) Bramki: 0:1 Atilio García 25, 0:2 Atilio García 28, 1:2 Luis Prais 37, 2:2 Obdulio Varela 59k, 3:2 Ernesto Vidal 68 Club Atlético Peñarol: Roque Gastón Máspoli – Agustín Prado, Gerardo Spósito, José Pedro Colturi, Obdulio Varela, Luis Prais, José María Ortiz, Domingo Gelpi, Elmo Bovio, Lorenzo Pino, Ernesto Vidal. Trener: Aníbal Tejada. Club Nacional de Football: Aníbal Paz – Raúl Pini, Secundino Arrascaeta, General Viana, Rodolfo Pini, Schubert Gambetta, Juan Alberto Bugallo, Aníbal Ciocca, Atilio García, Roberto Porta, Bibiano Zapirain. Trener: Héctor Castro |

Mistrzem Urugwaju został klub CA Peñarol.

### Klasyfikacja strzelców bramek
| Gole | Piłkarz       | Klub                      |
| ---- | ------------- | ------------------------- |
| 21   | Atilio García | Club Nacional de Football |